# Niño de la Taurina
Juan Carlos Collado García, né le 27 janvier 1970 à 
Santa Olalla  (Espagne, province de Tolède), est un matador espagnol.

## Présentation et carrière
Il fait partie des Niños toreros modernes : à l'âge de douze ans, il coupe deux oreilles et une queue lors d'une becerrada  dans les arènes de El Casar de Escalona face à une bête de l'élevage García Chinarro .
Sa présentation a lieu dans les arènes de Las Ventas le 1er mai 1986, au cours d'une novillada avec picadors, puis l'année suivante dans les mêmes arènes en compagnie de Fernando Cepeda et Raúl Galindo.
Après 76 novilladas à Madrid, il prend son Alternative le 8 août 1988 à Tolède devant des taureaux de la ganadería de Luis Algarra avec pour parrain Antoñete, et pour témoin, José Ortega Cano.  À Caracas, il fait ses débuts en compagnie de Eloy Cavazos le 9 octobre 1988, et il confirme son alternative à Madrid le 19 mai 1989. En France, il débute à Céret le 14 juillet 1990.
La presse s'est fait l'écho des importantes blessures qu'il a reçues dès ses débuts notamment à Las Ventas en 1990. À partir de 2005, sa carrière de torero s'est pratiquement arrêtée sans qu'il fasse une despedida. En 2009, son retour sans grand succès a été signalé dans le journal ABC.